# 타이토 F3 시스템

타이토 F3 패키지 시스템(Taito F3 Package System, 약칭: F3 시스템)은 타이토에서 개발, 1992년에 출시한 아케이드 시스템 기판이다. 엔소닉 음원 칩을 사용하여 다른 기판들보다 우위에 있었으며 반투명 기능과 무제한 확대, 축소 기능을 가지고 있다. 처음엔 롬 소켓을 사용한 보드로 제작되었으나 나중에 카드리지 방식으로 변경되었다.

## 사양
- 주 CPU: MC68EC020  16MHz
- 사운드 CPU: MC68000  16MHz
- 사운드 칩: ES5505, ES5510 (DSP)
- 해상도: 320*224
- 보드 구성: 메인보드 + F3 카트리지
- 하드웨어 기능: 4/5/6비트 색상의 스프라이트와 타일, 스크롤 레이어(512*512, 1024*512) 4개, 텍스트/픽셀 스크롤 레이어, 스프라이트 뱅크 2개(더블 버퍼), 확대/축소, 알파블렌딩

## 게임

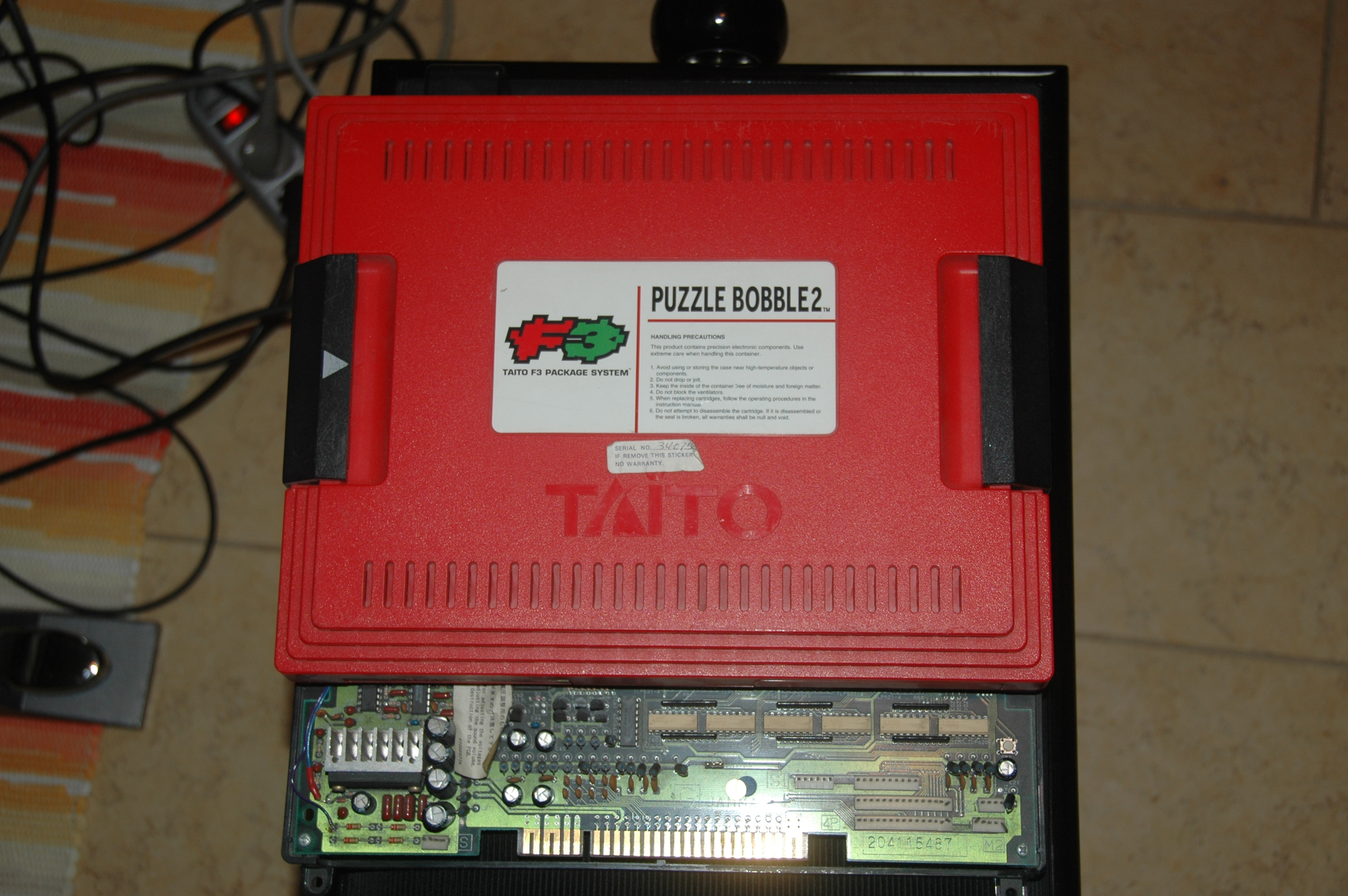
〈퍼즐 보블 2〉 카트리지를 끼운 모습

- 건락  (Gunlock / Ray Force) (1993)
- 그립 식커: 프로젝트 스톰해머  (Grid Seeker : Project Storm Hammer) (1993)
- 다리우스 외전  (Darius Gaiden) (1994)
- 다리우스 외전 익스트라 버전  (Darius Gaiden Extra Version) (1994)
- 던전 매직  (Dungeon Magic / Light Bringer) (1993)
- 라이딩 파이트  (Riding Fight) (1992)
- 랜드메이커  (Land Maker) (1998)
- 리컬혼  (Recalhorn) (1993)
- 링 레이지  (Ring Rage) (1992)
- 모리구치 히로코의 퀴즈에서 휴!휴!  ( Moriguchi Hiroko no Quiz de Hyuuhyuu) (1995)
- 버블 메모리즈  (Bubble Memories) (1996)
- 버블 심포니 (Bubble Symphony) / 버블보블 II (Bubble Bobble II) (1994)
- 빛나는 스타로드  (Kirameki Star Road) (1997)
- 슈퍼 컵 파이널즈  (Super Cup Finals) (1993)
- 스페이스 인베이더 '95  (Space Invaders '95 : Attack Of The Lunar Loonies / Akkanvader) (1995)
- 스페이스 인베이더 DX  (Space Invaders DX) (1994)
- 아라비안 매직 (Arabian Magic) (1992)
- 알카노이드 리턴즈  (Arkanoid Returns) (1997)
- 엘리베이터 액션 리턴즈  (Elevator Action Returns) / Elevator Action II (1994)
- 역린탄  (逆鱗弾) (1995)
- 인터내셔널 컵 '94  (International Cup '94 / Hattrick Hero '94) (1994)
- 카이저 너클  (Kaiser Knuckle) / Global Champion / Dan-Ku-Ga (1994)
- 커맨드 워  (Command War) (1996)
- 퀴즈 시어터 - 3개의 이야기  (Quiz Theater - 3tsu No Monogatari) (1994)
- 클레오파트라 포춘  (Cleopatra Fortune) (1996)
- 타이토 컵 파이널즈  (Taito Cup Finals / Hattrick Hero '93) (1992)
- 타이토 파워 골(Taito Power Goal / Hattrick Hero '95) (1994)
- 탑 랭킹 스타즈  (Top Ranking Stars / Prime Time Fighter) (1993)
- 트윈 코브라 II  (Twin Cobra II / Kyukyoku Tiger II) (1995)
- 트윈 퀵스  (Twin Qix) (1995)
- 팝 앤 팝  (Pop 'n Pop) (1997)
- 퍼즐 보블 2  (Puzzle Bobble 2 / Bust A Move Again) (1995)
- 퍼즐 보블 2x  (Puzzle Bobble 2 X) (1995)
- 퍼즐 보블 3  (Puzzle Bobble 3) (1996)
- 퍼즐 보블 4  (Puzzle Bobble 4) (1998)
- 푸치 캐럿  (Puchi Carat) (1997)